# 千山蒿
千山蒿（学名：Artemisia chienshanica）是菊科蒿属的植物，为中国的特有植物。分布于中国大陆的辽宁等地，生长于海拔600米的地区，多生在荒坡地上，目前尚未由人工引种栽培。